# 早熟袋七鰓鰻
早熟袋七鰓鰻（學名：Mordacia praecox），為圓口綱七鰓鰻目袋七鰓鰻科袋七鰓鰻屬的一種，被IUCN列為瀕危保育類動物，分布於澳洲新南威爾斯Moruya與Tuross河流域，本魚口上板，2個三角形口上板，每片有3顆單尖牙，每個尖端一顆；口下板，有9-10顆大小不一的單尖牙，橫舌板呈W形，有多數大小不一的單尖齒，以中間的尖齒中等大小，底下兩個尖齒最大，其餘均較小；縱向舌板呈鉤狀，每片具有數目不定的單尖齒，成年個體背部呈深藍色，偶爾帶有綠色，雄魚腹面呈灰色斑駁，雌魚腹面呈淡黃色，尾鰭鏟狀，體長可達50公分，幼魚棲息在水質清澈、沙泥底質的溪流，以矽藻及有機碎屑為食，幼魚時期約3年，變態通常發生在十月至十一月之間，成魚非寄生型，不進食，約在隔年四月左右向上游遷移, 而且在冬末或春季產卵，交配產卵後死亡。